# Ultraleichtfluggelände Altomünster

i7
i11
i13
Das Ultraleichtfluggelände Altomünster ist ein Ultraleichtfluggelände im Gebiet des Marktes Altomünster im Landkreis Dachau in Bayern. Der Platzhalter und Betreiber ist Ernst A. Graf.

## Lage
Das Ultraleichtfluggelände liegt etwa 1,5 km südöstlich von Altomünster.

## Flugbetrieb
Das Ultraleichtfluggelände besitzt eine Betriebsgenehmigung für Ultraleichtflugzeuge. Es ist mit einer 200 m langen und 10 m breiten Start- und Landebahn aus Gras (Richtung 02/20) ausgestattet. Nicht am Platz ansässige Luftfahrzeuge benötigen eine Genehmigung des Platzhalters, um in Altomünster starten und landen zu dürfen (PPR). Das Ultraleichtfluggelände wurde 1992 zugelassen.
Am Platz ist auch die Ultraleichtflugschule München Robert Mair ansässig.